# Дорсет
Дорсет (енгл. Dorset) је традиционална грофовија Енглеске.